# 格倫達公共汽車公司

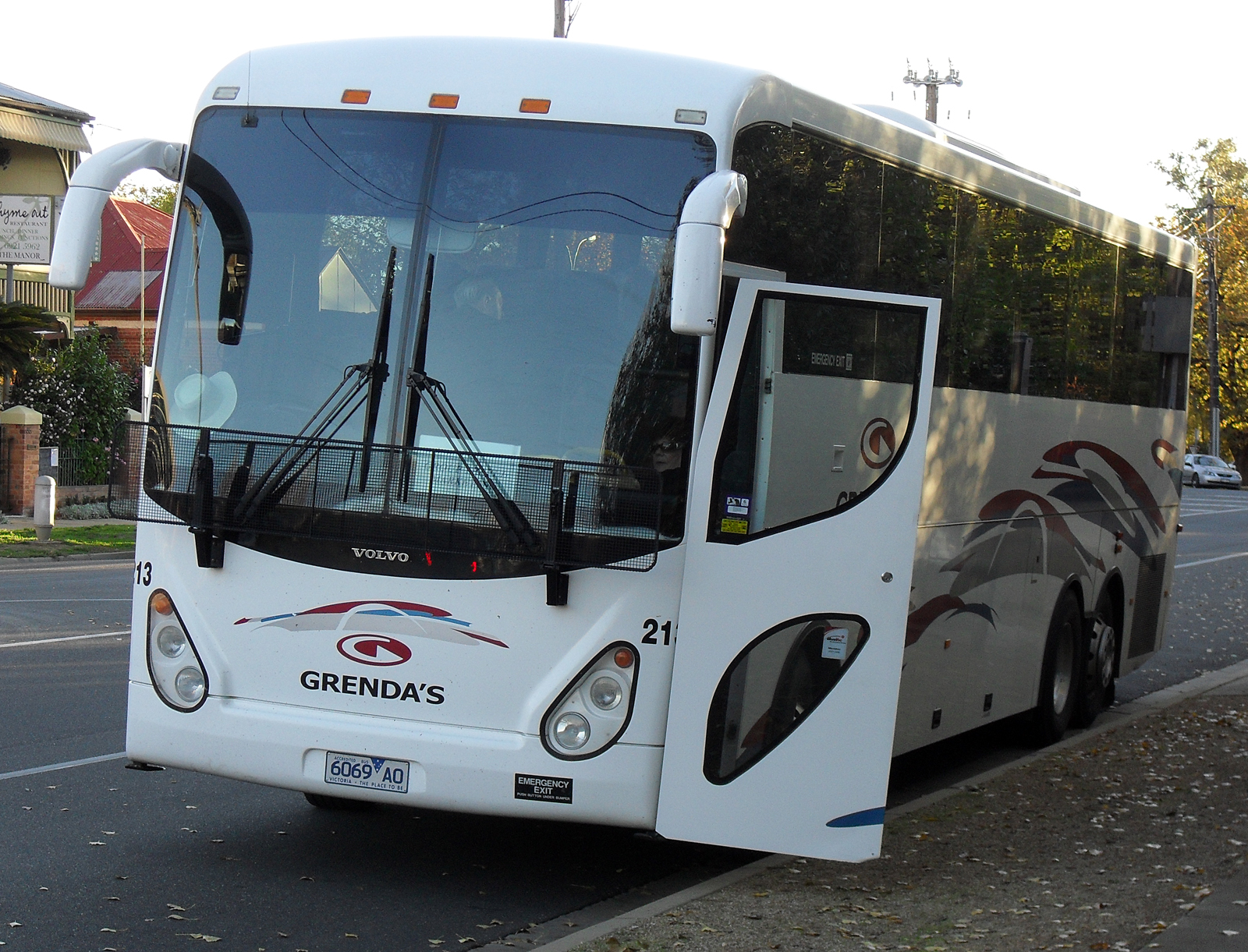
格倫達公共汽車公司的一部公車

格倫達公共汽車公司，簡稱格倫達公共汽車（英語：Grenda Corporation），在1945年由肯尼·格倫達（Ken Grenda）創立一家運輸公司。
現時主要在澳大利亞經營37條公共汽車及旅遊公共汽車路線，而在2011年11月18日，已完成和維達公共汽車路線合併。
另外，2012年，原創辦人已出售所有股權，獲利近4億澳元（約33億港元），其中1500萬澳元（約1.24億港元）是用作分給1800名員工。

## 外部連結
- Grenda.com.au